# 미 마이셀프 앤드 아이린
《미 마이셀프 앤드 아이린》(영어: Me, Myself & Irene)은 미국에서 제작된 보비 패럴리, 피터 패럴리 감독의 2000년 슬랩스틱 블랙 코미디 영화이다. 짐 캐리, 러네이 젤위거 등이 출연하였고, 브래들리 토머스 등이 제작에 참여하였다.

## 출연진
- 짐 캐리
- 러네이 젤위거
- 크리스 쿠퍼
- 로버트 포스터
- 리처드 젱킨스
- 롭 모런
- 트레일러 하워드
- 젠 게스너
- 토니 콕스
- 앤서니 앤더슨
- 리처드 타이슨
- 에즈라 버징턴
- 섀넌 휘리
- 린 셰이 (삭제 장면)
- 안나 쿠르니코바
- 캠 닐리
- 브랜던 섀너핸
- 리처드 프라이어, 크리스 록 - 과거 촬영분 (크레디트 미기재)

## 기타 제작진
- 공동 제작: 마크 S. 피셔, 제임스 B. 로저스, 마크 샤펀티어
- 협력 제작: 린다 필즈힐, 크리스토퍼 W. 마이어
- 배역: 릭 몽고메리
- 미술: 시드니 J. 바살러뮤 주니어
- 의상: 패멀라 위더스
- 음악 감독: 마니시 라발

## 음악
1. "I'd Like That" - XTC
2. "Breakout" - 푸 파이터스
3. "Do It Again"+ - 스매시 마우스
4. "Deep Inside of You" - 서드 아이 블라인드
5. "Totalimmortal" - 오프스프링
6. "The World Ain't Slowin' Down" - 엘리스 폴
7. "Any Major Dude Will Tell You"+ - 윌코
8. "Only A Fool Would Say That"+ - 아이비
9. "Can't Find The Time To Tell You" - 후티 앤드 더 블로피시
10. "Bodhisattva"+ - 더 브라이언 세처 오케스트라
11. "Bad Sneakers"+ - 더 푸시 스타스
12. "Reelin' In The Years"+ - 마벌러스 3
13. "Strange Condition" - 피트 욘
14. "Barrytown"+ - 벤 폴즈 파이브
15. "Razor Boy"+ - 빌리 구드럼
16. "Where He Can Hide" - 톰 울프

## 우리말 녹음
SBS 성우진 (2004년 12월 5일)
- 김환진 - 찰리 (짐 캐리)
- 김서영 - 아이린 (러네이 젤위거)
- 김준
- 장승길
- 박영화
- 이선호
- 이재용
- 성완경
- 김영진
- 이명선
- 소연
- 윤세웅
- 이상훈